# Верхний затвор (графен)
Верхний затвор — затвор, который находится над образцом с противоположной от подложки стороны. Терминология сложилась на данный момент в технологии, связанной с графеном для того, чтобы отличать от затвора, в качестве которого служит высоколегированая кремниевая подложка. Ситуация с названиями противоположна в графене и МОП-транзисторах, поскольку в последнем случае обычно отсутствует обратный затвор.
Графен находится на поверхности SiO2/Si, ничем не ограничен сверху, поэтому для создания верхнего затвора сначала наносят диэлектрический слой, а потом напыляют металл. В самой первой работе использовали в качестве диэлектрика SiO2. Выбор диэлектрика может влиять на подвижность носителей тока в графене благодаря зарядам или дефектам в его структуре. Среди других материалов, использованных в качестве диэлектрика, существуют: PMMA, Al2O3, HfO2.
В идеале можно обойтись без диэлектрика вообще и использовать подвешенный верхний затвор, который не влияет на подвижность.